# Mandacou
Située en Bergeracois dans le sud du département de la Dordogne, Mandacou est une ancienne commune française qui a existé depuis 1790 jusqu'en 1972. De 1973 à 2010, elle devient commune associée à Plaisance, avant d'y être définitivement intégrée en 2011.

## Géographie
Mandacou représente la partie nord-ouest de la commune de Plaisance. Elle est bordée à l'est par la Banège, et à l'ouest par son affluent, le  Courbarieux.

## Toponymie
La première mention écrite connue du lieu, Mandaco, date de l'an 1464.
Ce toponyme peut dériver d'un nom de personnage d'origine germanique : Manacholdus, mais pourrait aussi être d'origine préceltique, avec manda signifiant « hauteur » ou « limite », suivi d'un préfixe non expliqué.

### Villages, hameaux et lieux-dits
Outre le bourg de Mandacou proprement dit, le territoire se compose d'autres villages ou hameaux, ainsi que de lieux-dits :
- Bardette
- les Berlingues
- Bois Carré
- les Boulbennes
- le Bouysset
- la Brousse
- le Capelier
- le Capelier Bas
- la Cheype
- Combe de la Demoiselle
- Coq de Bourru
- les Coquilles
- la Croix de l'Homme Mort
- Florensac
- les Fontenelles
- la Glanda
- les Grandes Goudounèches
- la Graulet
- Gros Buisson
- la Halte d'Eyrenville
- le Maine Chevalier
- Marquant
- le Mayne
- les Merles
- Monplaisir
- le Mousquet
- le Muguet
- le Nissaud
- Pépinlé
- Peyregrand
- Peytavit
- Pindrat
- le Priolat
- la Rochefoucaud
- le Talabard
- le Terme du Pendu
- les Vignes

## Histoire
Le bourg de Mandacou est implanté au-dessus d'un gisement préhistorique.
Mandacou est une commune créée à la Révolution.
Le 1er janvier 1973, elle s'associe en fusion-association avec Eyrenville et Falgueyrat, formant ainsi la nouvelle commune de Plaisance. Le 1er janvier 2011, les trois communes fusionnent définitivement.

## Démographie
Le dernier dénombrement de population officiel de Mandacou est celui de l'année 2008, mis en ligne le 1er janvier 2011. Il fait apparaître une population municipale de 185 habitants.
| 1793 | 1800 | 1806 | 1821 | 1831 | 1836 | 1841 | 1846 |
| ---- | ---- | ---- | ---- | ---- | ---- | ---- | ---- |
| 479  | 421  | 398  | 448  | 474  | 465  | 436  | 442  |

| 1851 | 1856 | 1861 | 1866 | 1872 | 1876 | 1881 | 1886 |
| ---- | ---- | ---- | ---- | ---- | ---- | ---- | ---- |
| 422  | 417  | 400  | 427  | 379  | 397  | 415  | 348  |

| 1891 | 1896 | 1901 | 1906 | 1911 | 1921 | 1926 | 1931 |
| ---- | ---- | ---- | ---- | ---- | ---- | ---- | ---- |
| 367  | 328  | 324  | 331  | 310  | 260  | 252  | 282  |

| 1936 | 1946 | 1954 | 1962 | 1968 | - | - | - |
| ---- | ---- | ---- | ---- | ---- | - | - | - |
| 274  | 224  | 221  | 224  | 196  | - | - | - |

## Culture locale et patrimoine

### Lieux et monuments
- L'église Saint-Pierre-ès-Liens[7].

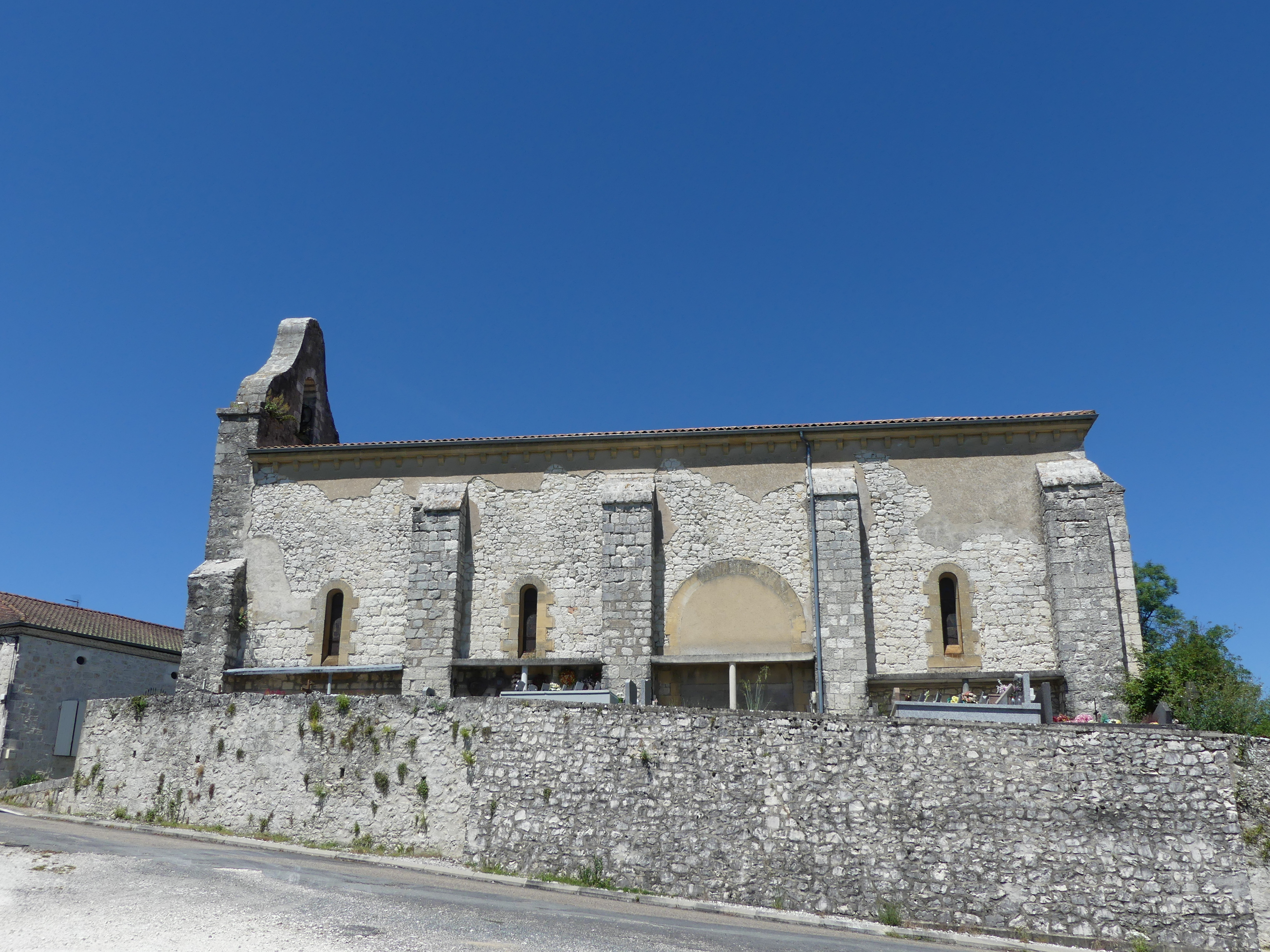
L'église.
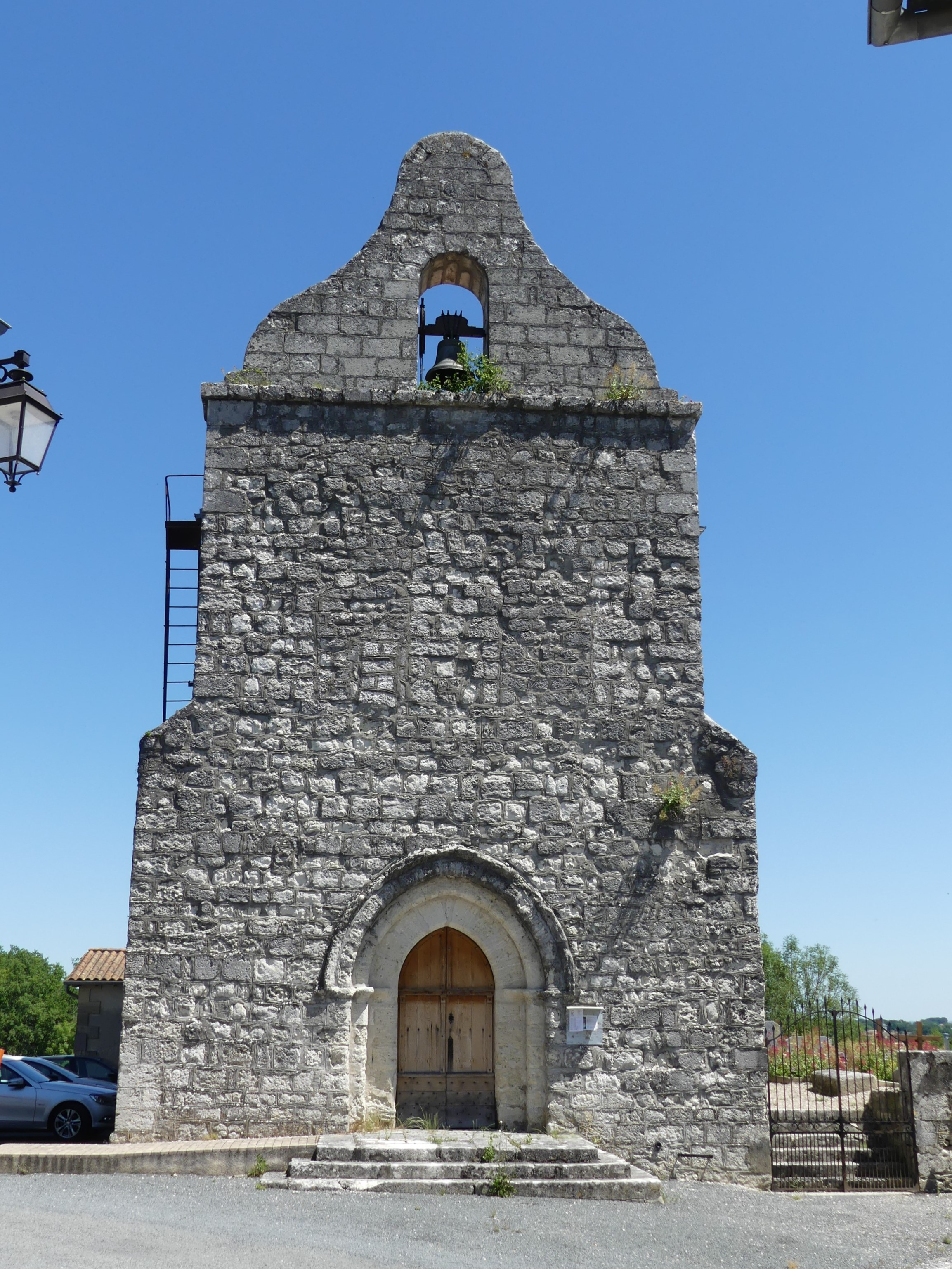
Sa façade orientale avec clocher-mur.
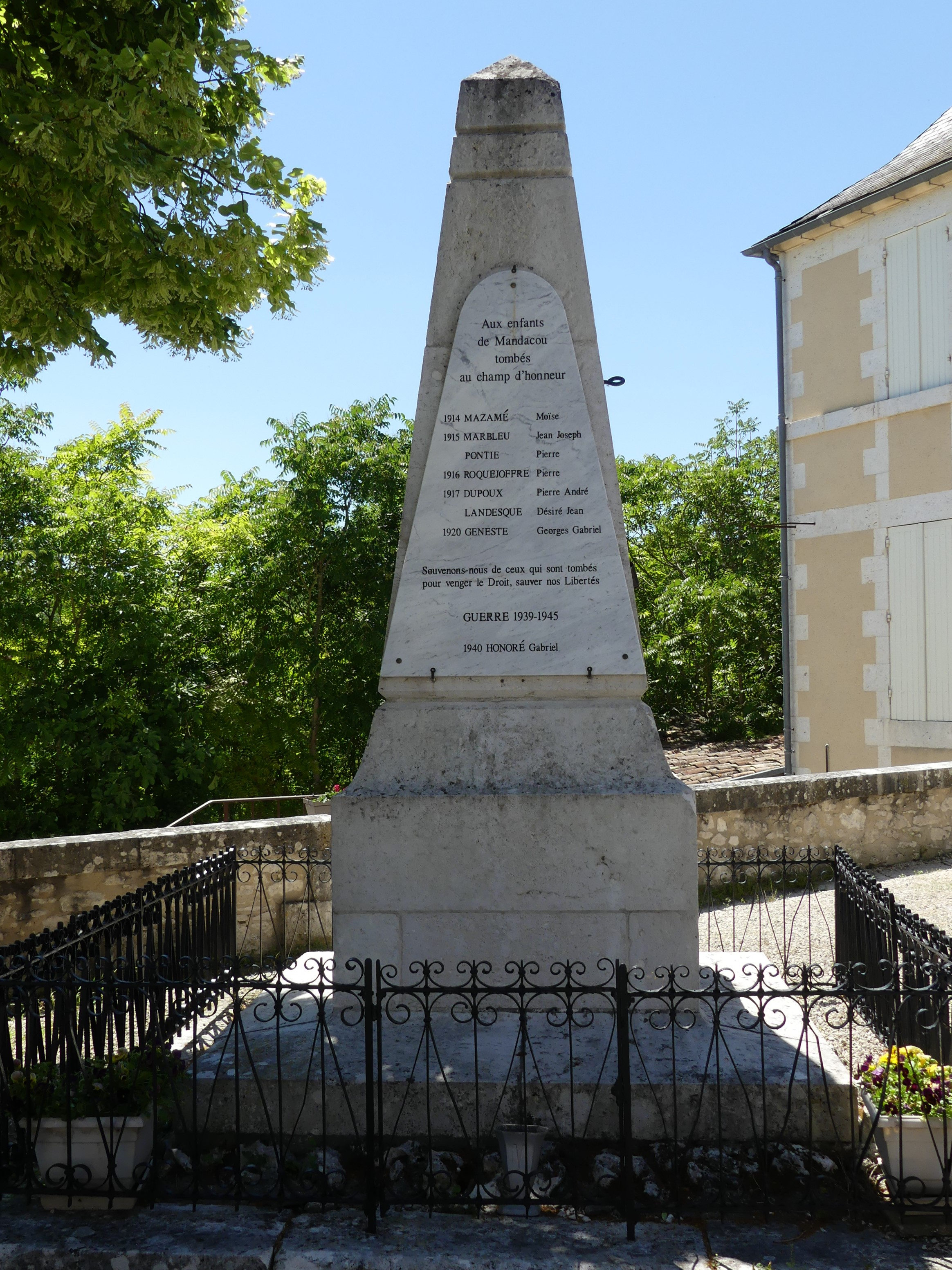
Le monument aux morts.
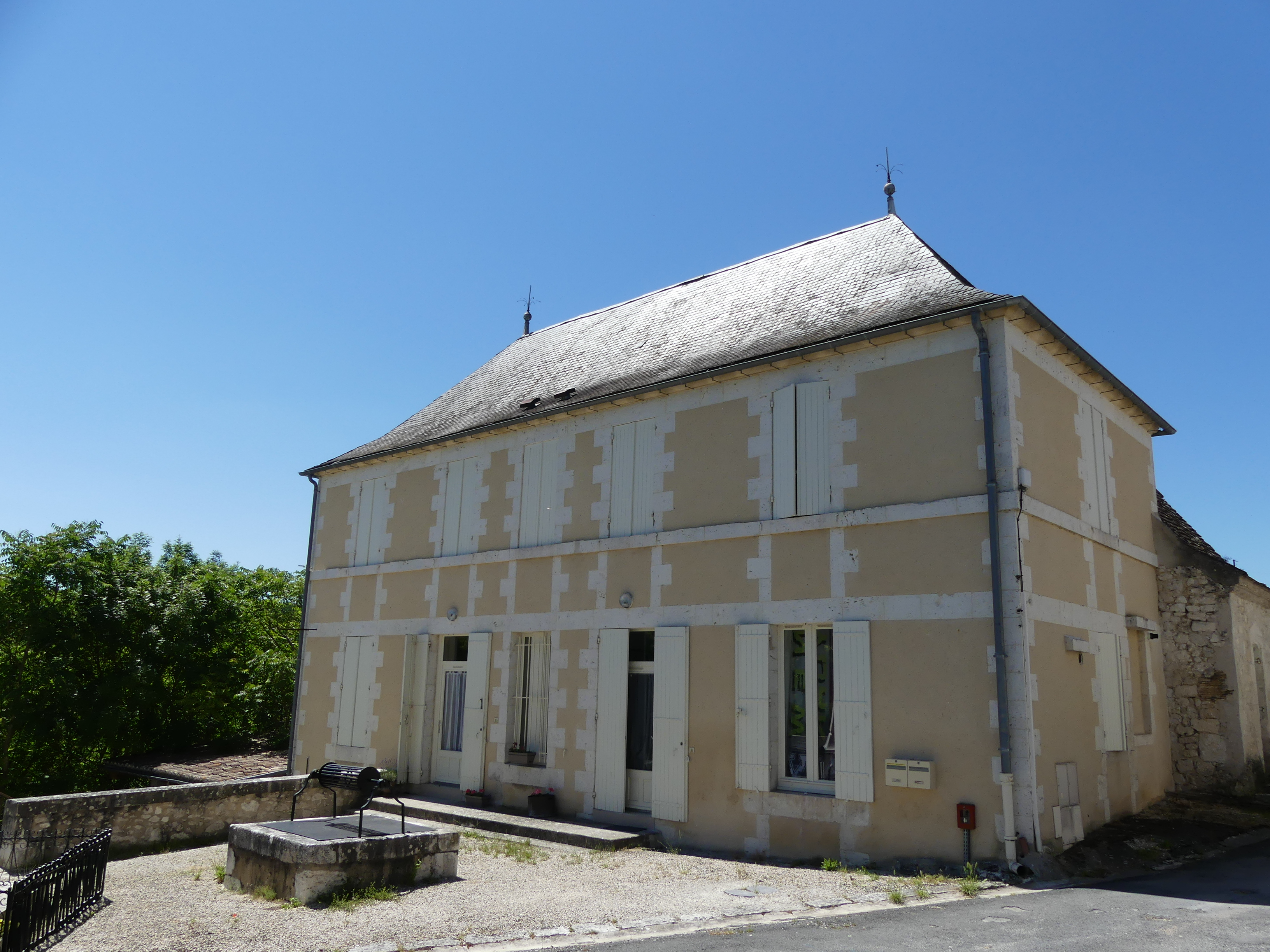
Bâtiment proche de l'église.
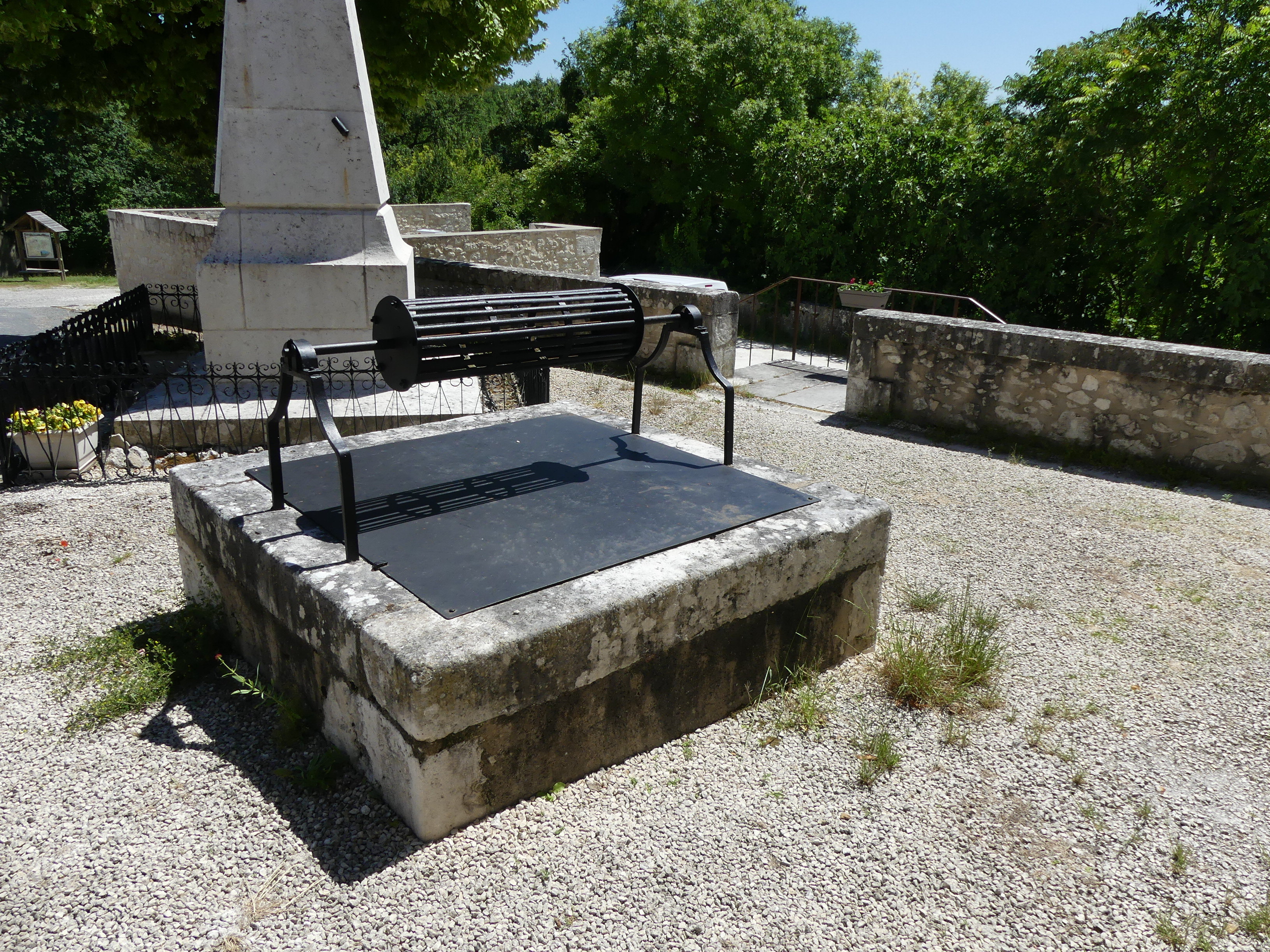
Puits dans le village.